# 민영남
민영남(閔泳南, 1907년 7월 3일 ~ 1986년 1월 8일, 전남 해남)는 대한민국의 정치인이다. 제3, 6대 국회의원을 역임했다.

## 약력
- 일본 교토 제국대학 농학부 임학과 졸업
- 해남군 마산면장
- 해남경찰서ㆍ광주경찰서 서장
- 농림부 임산ㆍ임정ㆍ조림과장
- 1960년 : 전라남도지사
- 자유민주당 기획위원회 부의장

## 가족관계
- 조부 : 민치형(閔致馨, 1822 ~ 1877)
  - 부 : 비서감승(秘書監丞) 민직호(閔稷鎬, 1864 ~ 1935)
    - 자식 : 5남 5녀

## 역대 선거 결과
|  | 24.63% |

|  | 36.23% |

|  | 45.90% |

|  | 34.42% |

## 참고 자료
- 민영남 - 대한민국헌정회
- 민영남(閔泳南) -  한국행정연구원